# Mesoceration
Mesoceration är ett släkte av skalbaggar. Mesoceration ingår i familjen vattenbrynsbaggar.

## Dottertaxa tillMesoceration, i alfabetisk ordning[1]
- Mesoceration abstrictum
- Mesoceration apicalum
- Mesoceration barriotum
- Mesoceration bicurvum
- Mesoceration bispinum
- Mesoceration brevigranum
- Mesoceration capense
- Mesoceration compressum
- Mesoceration concavum
- Mesoceration concessum
- Mesoceration curvosum
- Mesoceration disjunctum
- Mesoceration dissonum
- Mesoceration distinctum
- Mesoceration drakensbergensis
- Mesoceration durabilis
- Mesoceration endroedyi
- Mesoceration fusciceps
- Mesoceration granulovestum
- Mesoceration incarinum
- Mesoceration integer
- Mesoceration jucundum
- Mesoceration languidum
- Mesoceration littlekarroo
- Mesoceration longipennis
- Mesoceration maluti
- Mesoceration natalensis
- Mesoceration pallidum
- Mesoceration periscopum
- Mesoceration piceum
- Mesoceration rapidensis
- Mesoceration repandum
- Mesoceration reticulatum
- Mesoceration rivulare
- Mesoceration rubidum
- Mesoceration rufescens
- Mesoceration semicarinulum
- Mesoceration splendorum
- Mesoceration sulcatulum
- Mesoceration tabulare
- Mesoceration transvaalense
- Mesoceration truncatum
- Mesoceration umbrosum